# Dilophus capensis
Dilophus capensis är en tvåvingeart som beskrevs av Edwards 1925. Dilophus capensis ingår i släktet Dilophus och familjen hårmyggor. Inga underarter finns listade i Catalogue of Life.